# Procambarus acutus
Procambarus acutus är en kräftdjursart som först beskrevs av Girard 1852.  Procambarus acutus ingår i släktet Procambarus och familjen Cambaridae. IUCN kategoriserar arten globalt som livskraftig.

## Underarter
Arten delas in i följande underarter:
- P. a. acutus
- P. a. cuevachicae